# Liste der Monuments historiques in Maulan
Die Liste der Monuments historiques in Maulan führt die Monuments historiques in der französischen Gemeinde Maulan auf.

## Liste der Objekte
| Bezeichnung               | Beschreibung                           | Standort                        | Kennzeichnung | Schutzstatus | Datum | Bild |
| ------------------------- | -------------------------------------- | ------------------------------- | ------------- | ------------ | ----- | ---- |
| Skulptur Madonna mit Kind | Stein, farbig gefasst, 18. Jahrhundert | in der Kirche St-Georges (Lage) | PM55002058    | Inscrit      | 1979  |      |